# Stewart Edward White
Stewart Edward White, né le 18 mars 1873 à Grand Rapids (Michigan) et mort le 18 septembre 1946 à Hillsborough (Californie), est un écrivain américain.
De 1900 à 1922, il écrit des romans fictifs et non fictifs sur l'aventure (westerns) et les voyages, en mettant l'accent sur l'histoire naturelle et la vie au grand air. Il a également écrit de nombreux livres pour enfants. 

## Biographie
Son père, Thomas Stewart, est le patron prospère d'une entreprise de bûcheronnage. Grand amoureux de la nature, il joue un grand rôle dans l'éducation de son fils, même si ce dernier a des précepteurs, y compris lors des voyages en famille. Il lui communique sa passion de l'étude des oiseaux. S. E. manifeste un grand intérêt pour la Nature, la chasse, le camping et l'auto-stop. Il obtient son baccalauréat en 1891 puis un diplôme de philosophie de l'Université du Michigan en 1895. Il travaille en 1901 comme bûcheron et consacre quelques heures par jour à l'écriture. En 1901, est publié son premier roman, The Westerners.
En 1903, il obtient une Maitrise es lettres. Pendant six mois, il est chercheur d'or dans une mine des Black Hills, montagnes du Dakota du Sud.
Lors de la Première Guerre mondiale, il obtient le grade de major. Il est l'un des premiers hommes blancs à explorer l'Afrique orientale allemande (aujourd'hui la Tanzanie) : il dresse une carte de la région en 1913, travail qui lui vaut d'être élu Compagnon (Fellow) de la Royal Geographical Society. Il est également membre de l'Académie américaine des arts et des lettres.
En 1904, il épouse Elizabeth (Betty) Calvert Grant ; le couple n'aura pas d'enfants. En 1918, Betty découvre le spiritisme et s'intronise bientôt médium. À partir de 1922, le couple écrit ensemble de nombreux ouvrages sur le spiritisme. Le couple a également relaté le récit de leur voyage dans l’État de Californie. 

## Œuvre parue en France
(le 1re date est celle de la 1re édition française)
- 1911 : Terres de silence (The Silent Places, 1904)
- 1924 : La Longue Traverse (Conjuror's house, 1903)
- 1925 : L'Associé (The Riverman, 1908)
- 1927 : Une poursuite dans les terres de silence
- 1927 : Les Conquérants de forêts
- 1928 : La Forêt (The Forest, 1903)
- 1929 : La Foi qui sauve (nouvelle)
- 1930 : Le Vertige de l'or (Gold, 1913)
- 1944 : Aventure
- 1946 : Nuits de l'Arizona (Arizona nights, 1907)
- 1946 : Sorciers blancs (Simba) (White Magic)
- 1949 : La Forêt enchantée (The Magic Forest, 1903)
- 1959 : Charlie Burnett, Walt Disney, d'après Stewart E. White

## Adaptation au cinéma
Le cinéma adapte les romans de S. E. White dès 1913 (liste non exhaustive) :
- 1927 : Arizona Nights, film muet américain de Lloyd Ingraham, avec Fred Thomson, Nora Lane
- 1930 : Madame et ses partenaires (Part Time Wife), film américain de Leo McCarey, avec Edmund Lowe, Leila Hyams
- 1930 : Sous le ciel du Texas (Under a Texas Moon), film américain de Michael Curtiz, avec Frank Fay, Raquel Torres, Myrna Loy
- 1932 : Mystery Ranch, film américain de David Howard, avec George O'Brien, Cecilia Parker
- 1941 : L'Appel du Nord (Wild Geese Calling), film américain de John Brahm, avec Henry Fonda, Joan Bennett